# 伊切尔格伦吉
16°42′N 74°28′E / 16.700°N 74.467°E
伊切尔格伦吉（Ichalkaranji），是印度马哈拉施特拉邦戈爾哈布爾縣的一个城镇。总人口287570（2011年）。
伊切尔格伦吉是重要的纺织中心，被称为印度的曼彻斯特。伊切尔格伦吉是印度最古老的纺织工业基地之一，共有将近5000家纺织工厂。城镇共有120,000架机动织机，30,000劳工及其家属。每天的营业额可以达到5亿卢比。

## 人口
该地2001年总人口257572人，其中男性135988人，女性121584人；0—6岁人口32246人，其中男17305人，女14941人；识字率73.41%，其中男性为79.87%，女性为66.19%。